# Суворовка (Ростовська область)
Суворовка - хутір в Октябрському районі Ростовської області. Входить до складу Персіановського сільського поселення.

## Географія
На хуторі є одна вулиця — Красноармійська.

## Історія
Виник як селище 3-тє відділення радгоспу Кадамовський, до 2006 року не мав офіційного статусу. Постановою Уряду РФ від 19 січня 2006 року № 19 новоствореному хутору присвоєно назву Суворовка.

## Населення
Чисельність населення станом на 2010 рік становить 185 осіб.